# نیهون‌شوکی ۵۰۸۲
سیارک ۵۰۸۲ (به انگلیسی: 5082 Nihonsyoki، نامگذاری:1977DN4) پنج هزار و هشتاد و دومین سیارک کشف شده است که در ۱۸ فوریه ۱۹۷۷ کشف شد.
قدر مطلق سیارک برابر ۱۲٫۸۰ است.